# Windows sidpanel
Windows Sidpanel (Windows Sidebar på engelska) är en av nyheterna i operativsystemet Windows Vista. Windows Sidpanel är en panel som visas som standard på den högra delen av skrivbordet i Windows Vista. Windows Sidpanel hanterar så kallade "gadgets", små program som till exempel kan innehålla vädertjänst, RSS-flöden, kalender, klocka med mera. Konceptet är mycket likt sidopanelen i Google Desktop.

## Gadgets
Windows Sidpanel låter användaren visa gadgets på själva sidpanelen eller var som helst på skrivbordet. Den kan även utveckla egna gadgets eller ladda hem fler gadgets från Microsofts hemsida.
Vista Gadgets är baserat på klientspråk såsom HTML, JavaScript, VBScript med flera.